# Джозеф Джексон
Джозеф Джексон (англ. Joseph Jackson; 8 червня 1894 — 26 травня 1932) — американський сценарист, який був номінований на 4-ій церемонії вручення премії «Оскар» за найкраще літературне першоджерело за фільм «Розумні гроші». Він був номінований разом з Люсьєном Хаббардом.
Він написав більше 50 сценаріїв в період з 1927 по 1932.

## Вибрана фільмографія
- 1928: Зазивало / The Barker
- 1930: Будь собою! / Be Yourself!
- 1931: Розумні гроші / Smart Money